# Tokarka (szczyt w Gorcach)
Tokarka (958 m) – szczyt w Gorcach, znajdujący się w długim, wschodnim (niżej zakręcającym na południowy wschód) grzbiecie Gorca, który poprzez Wierchmłynne i Twarogi ciągnie się aż do Dunajca. Położony jest w tym grzbiecie tuż po północno-zachodniej stronie szczytu Lelonek. Północne stoki obydwu tych szczytów opadają do doliny Zasadnego Potoku, południowo-zachodnie do doliny potoku Młynne. Biegnie przez nie granica między wsiami Zasadne w powiecie limanowskim i Ochotnicą Dolną w powiecie nowotarskim.
Szczyt i stoki Tokarki częściowo porośnięte są lasem, częściowo są trawiaste. Po zachodniej stronie Tokarki znajdują się dwie polany: Tokarka i Stare Polanki. Polana Tokarka ciągnie się również na stokach południowych, opadających do doliny potoku Młynne. Dawniej były to pola uprawne i łąki. Obecnie w większości nie są już uprawiane i stopniowo zarastają lasem.
Przez Tokarkę nie prowadził dawniej żaden szlak turystyczny. W 2015 r. jednak od przełęczy Wierchmłynne gmina Ochotnica Dolna wykonała na Gorc drogę o szerokości 3 m. Niezbędna była do transportu materiałów do budowy wieży widokowej na Gorcu. Drogą tą poprowadzono szlaki turystyki pieszej, rowerowej i narciarskiej. Droga prowadzi tuż po północnej stronie szczytu Tokarka.
 przełęcz Wierchmłynne – Do Jacka – Lelonek – Tokarka – polana Tokarka – Bystrzaniec – Gorc. Długość 3,6 km.